# Тенофовир/эмтрицитабин
Тенофовир/эмтрицитабин, известный под торговой маркой Truvada — комбинация двух антиретровирусных препаратов, используемая для лечения и профилактики ВИЧ-инфекции. Препарат включает 300 мг тенофовира (в виде пролекарства тенофовира дизопроксила фумарата) и 200 мг эмтрицитабина. Сочетание двух препаратов в одной пилюле снижает количество таблеток, которые должен ежедневно принимать пациент и повышает комплаентность антиретровирусной терапии.
Препарат был исследован в качестве профилактического средства в отношении ВИЧ-инфекции. Исследования Cochrane показали, что тенофовир самостоятельно и в сочетании с эмтрицитабином значительно снижает риск заражения ВИЧ. В мае 2012 года Комитет по антиретровирусным препаратам рекомендовал FDA назначать препарат неинфицированным мужчинам, имеющим половые контакты с несколькими партнерами-мужчинами. 16 июля 2012 года FDA рекомендовало применение комбинации тенофовира/эмтрицитабина для снижения риска заражения ВИЧ.
Лекарственный препарат имеет следующие побочные эффекты: тошнота, рвота, головокружение, снижение аппетита, диарея, препарат токсичен для печени и почек и вызывает снижение плотности костей.

## Клинические исследования
Двойное слепое, рандомизированное, многоцентровое, плацебо-контролируемое исследование препарата показало, что ежедневное однократное применение эмтрицитабина/тенофовира и лопинавира/ритонавира или усиленного атазанавира или эфавиренца были эффективны в качестве первых препаратов для лечения ВИЧ-1.
В других рандомизированных исследованиях эмтрицитабин/тенофовир в дозировке 200 мг/300 мг однократно ежедневно был эффективен в качестве первого препарата при лечении ВИЧ-1.
Эмтрицитабин/тенофовир в сочетании с ингибиторами протеазы хорошо переносились взрослыми ВИЧ-инфицированными пациентами.
Препарат «Трувада» был разработан компанией «Gilead Sciences» и разрешен к использованию FDA в 2004 году.